# Маховая сажень

Соотношение единиц длины с пропорциями тела человека.

Маховая сажень — старорусская единица измерения, равная расстоянию в размах обеих рук, по концы средних пальцев.
1 маховая сажень = 2,5 аршина = 10 пядей = 1,778 метра. Энциклопедический словарь Брокгауза и Ефрона указывает, что русской маховой сажени соответствуют немецкий фаден, английский фатом и французский брасс (фр. Brasse).